# ダプネー

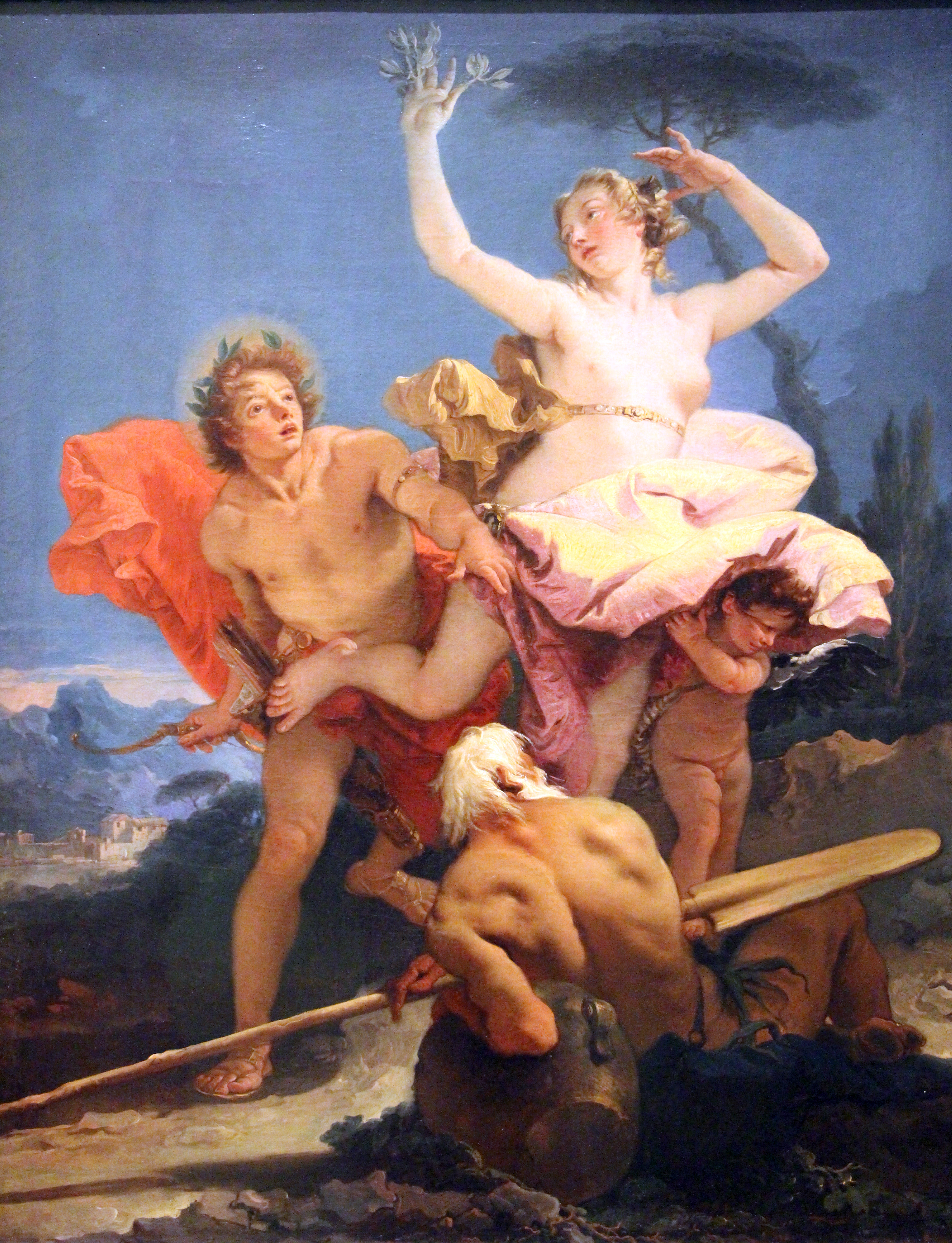
ジョヴァンニ・バッティスタ・ティエポロの『アポロンとダフネ』（1743年-1744年）。ルーブル美術館所蔵。

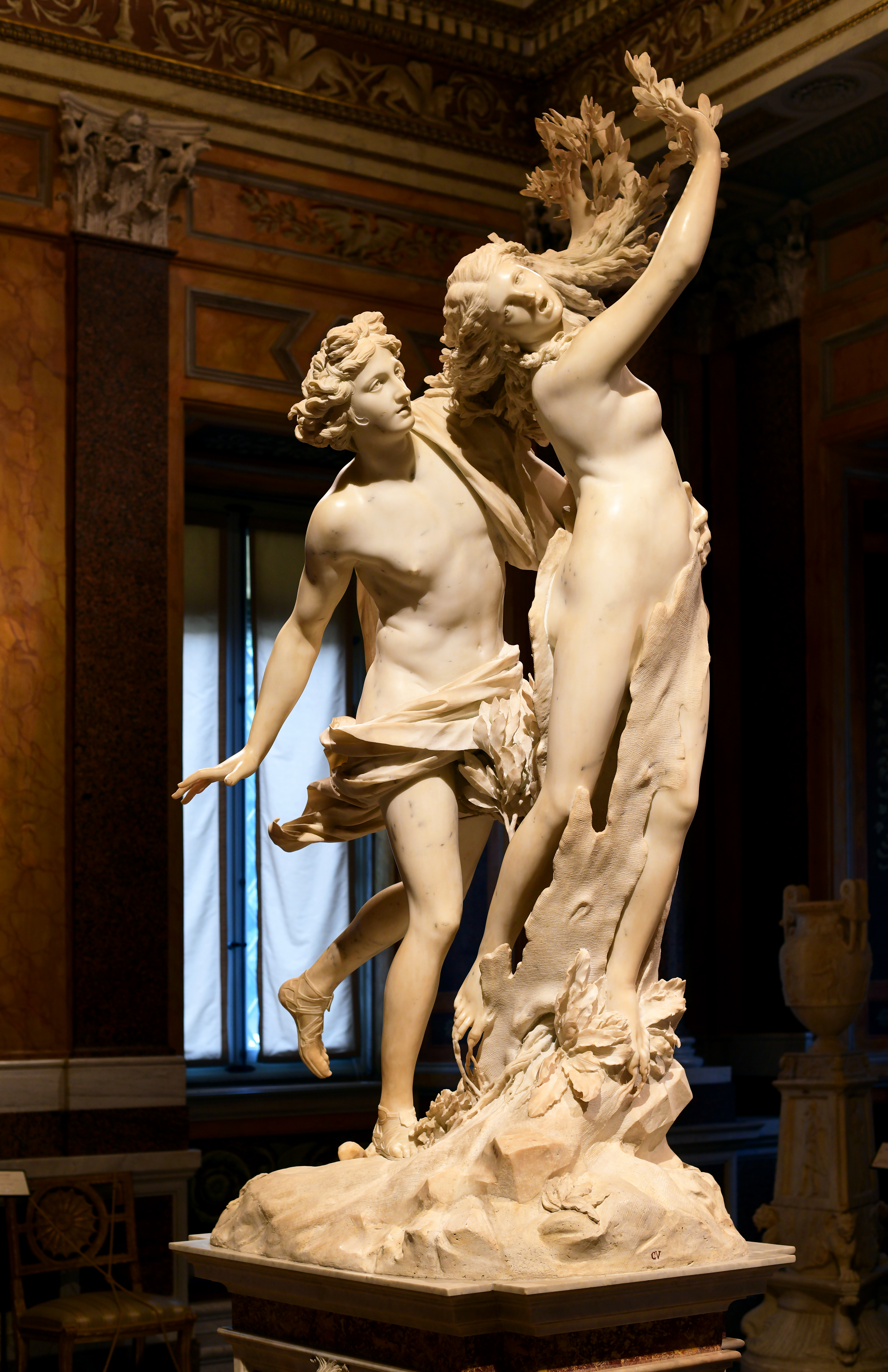
ジャン・ロレンツォ・ベルニーニの彫刻『アポロンとダフネ』。ボルゲーゼ美術館所蔵。

ダプネー（古希: Δάφνη, Dáphnē）は、ギリシア神話に登場するニュンペーである。テッサリアー地方の河神ペーネイオスの娘、あるいはアルカディア地方の河神ラードーンの娘。
ダプネーはギリシア語で月桂樹という意味。欧米では女性の名前として名付けられることもあり（著名な例ではデュ・モーリア）、日本語ではドイツ語・フランス語経由でダフネ（英・独：Daphne、仏：Daphné）とも呼ばれる。

## 神話
ある日アポローンは弓矢で遊んでいたエロースを揶揄する。そのことで激怒したエロースは相手に恋する金の矢をアポローンに、逆に相手を疎む鉛の矢を近くで川遊びをしていたダプネーにそれぞれ放った。
金の矢で射られたアポローンはダプネーに求愛し続ける一方、鉛の矢を射られたダプネーはアポローンを頑なに拒絶した。追うアポローンと逃げるダプネー、ついにアポローンはペーネイオス河畔までダプネーを追いつめたが、ダプネーはアポローンの求愛から逃れるために、父である河の神に自らの身を変える事を強く望んだ。
その望みを聞き届けた父は、ダプネーの体を月桂樹に変えた。あと一歩で手が届くところで月桂樹に変えられてしまったダプネーの姿を見てアポローンはひどく悲しんだ。そしてアポローンは、その愛の永遠の証として月桂樹の枝から月桂冠を作り、永遠に身に着けている。
アルカディア地方やエーリス地方の伝承によると、ピーサ王オイノマオスの息子レウキッポスがダプネーに恋をした。しかしダプネーは男を避けていたので、レウキッポスは女装し、自身をオイノマオスの娘だと偽って近づいた。ダプネーは他の女よりも身分が高く、狩りの腕にも秀でていたのですぐにレウキッポスのことを気に入った。しかしアポローン神は腹を立て、ダプネーや他の女たちにラードーン川で泳ぎたいという強い思いを抱かせた。しかしレウキッポスが泳ぎたがらないので、女たちはレウキッポスの衣服をはぎ取り、男であることに気づくと剣で殺した。
なお、セレウコス1世はアンティオケイア近郊のダプネーの地にアポローンの神殿を造営したが、そこにはダプネーが変身したとされる月桂樹があったという。

## 芸術作品
- クラシック
  - 『ダフネ』（La Dafne、1608年、ガリアーノ マルコ・ダ）
  - 『美しき娘、ダフネ（笛の楽園）』（Doen Daphne d'over schoone Maeght、1648年、作曲：ヤコブ・ファン・エイク）
  - 『アポロとダフネ』（Apollo e Dafne "La terra e liberata"、1710年、作曲：ゲオルク・フリードリヒ・ヘンデル）
- オペラ
  - 『ダフネ』（Dafne、1597年頃、作曲：ヤコポ・ペーリ）：世界最初のオペラとされている。
  - 『フロリンドとダフネ』（Der beglueckte Florindo und Die verwandelte Daphne、1708年、作曲：ゲオルク・フリードリヒ・ヘンデル）
  - 『ダフネ』（Dafne、1709年、作曲：エマヌエーレ・アストルガ）
  - 『ダフニスとアグライア』（Daphnis et Egle、1753年、ジャン＝フィリップ・ラモー）
  - 『ダフネ』（Dafni、1928年、作曲：ムレー・ジュゼッペ）
  - 『ダフネ』（Daphne、1937年、作曲：リヒャルト・シュトラウス）
  - 『ダフネ』（Daphne、発表年不明、作曲：ハインリヒ・シュッツ）
- 彫刻
  - 『アポロンとダフネ』（1625年、作者：ジャン・ロレンツォ・ベルニーニ）
- 絵画
  - 『アポロンとダフネ』（1480年頃、作者：ピエロ・デル・ポッライオーロ）
  - 『アポロンとダフネ』（1625年、作者：ニコラ・プッサン）
  - 『アポロンとダフネ』（発表年不明、作者：ジョヴァンニ・バッティスタ・ティエポロ）
  - 『アポロンとダフネ』（1845年、作者：テオドール・シャセリオー）[9][10]

## ギャラリー

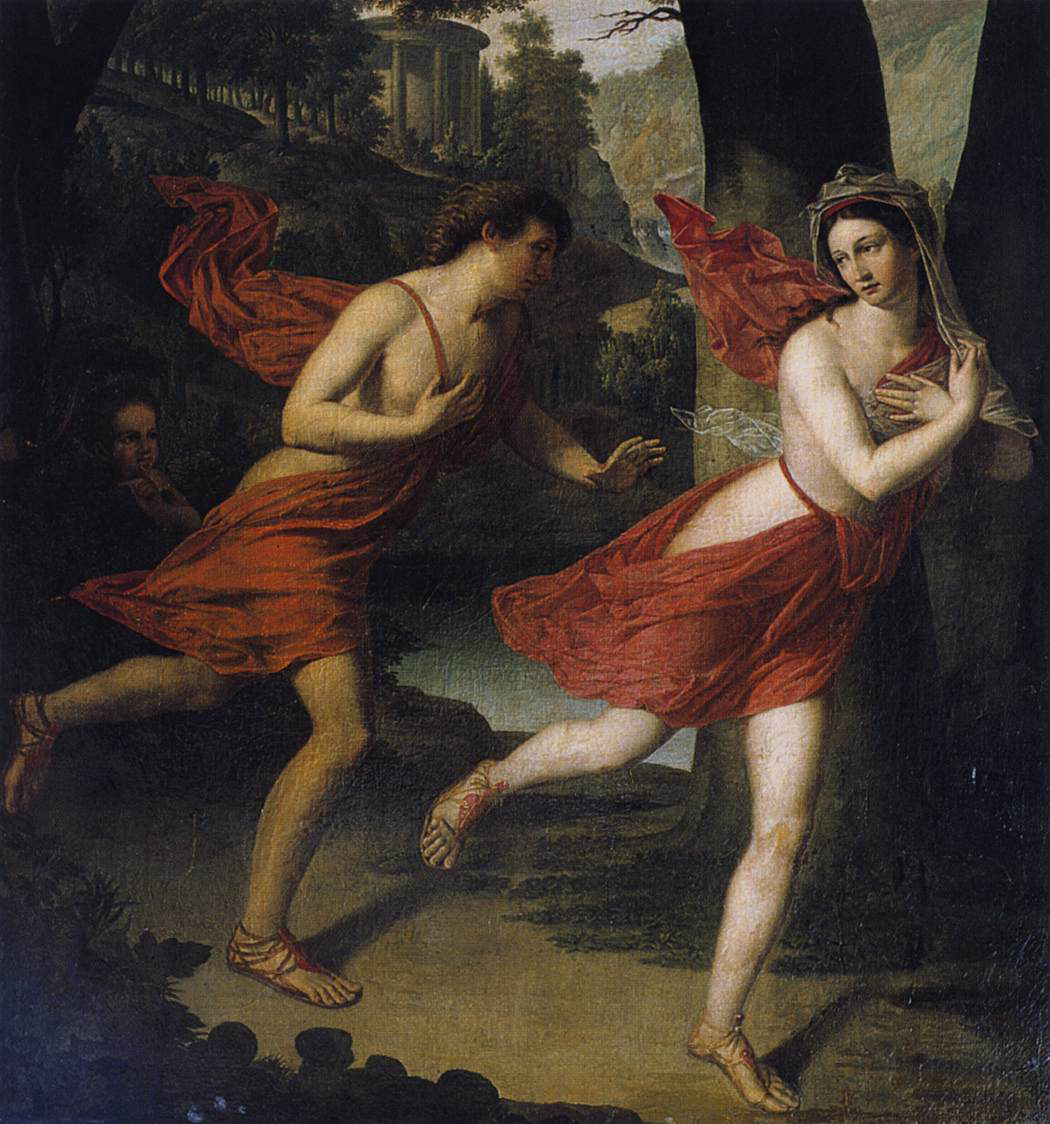
ロベール・ルフェーブルの絵画『アポロンから逃げるダフネ』（1810年頃）。個人蔵。

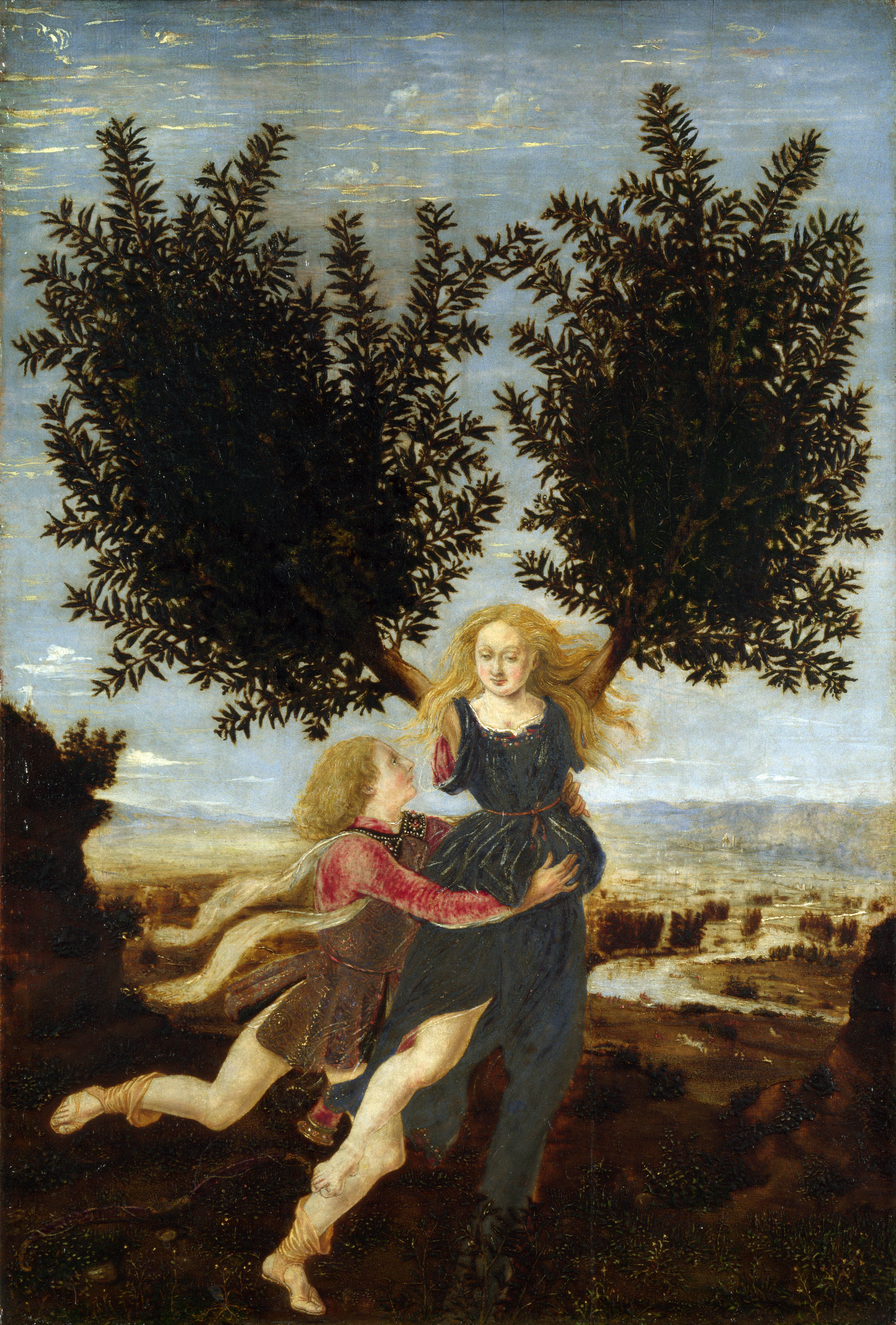
ピエロ・デル・ポッライオーロ『アポロンとダフネ』（1480年頃）ナショナル・ギャラリー所蔵
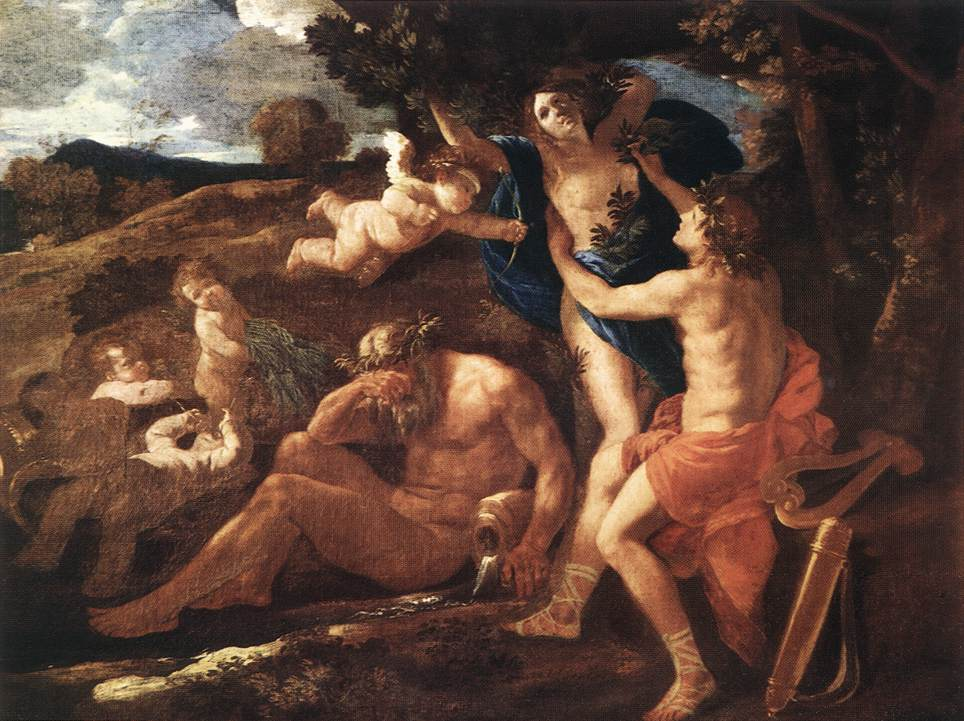
ニコラ・プッサン『アポロンとダフネ』（1625年）アルテ・ピナコテーク所蔵
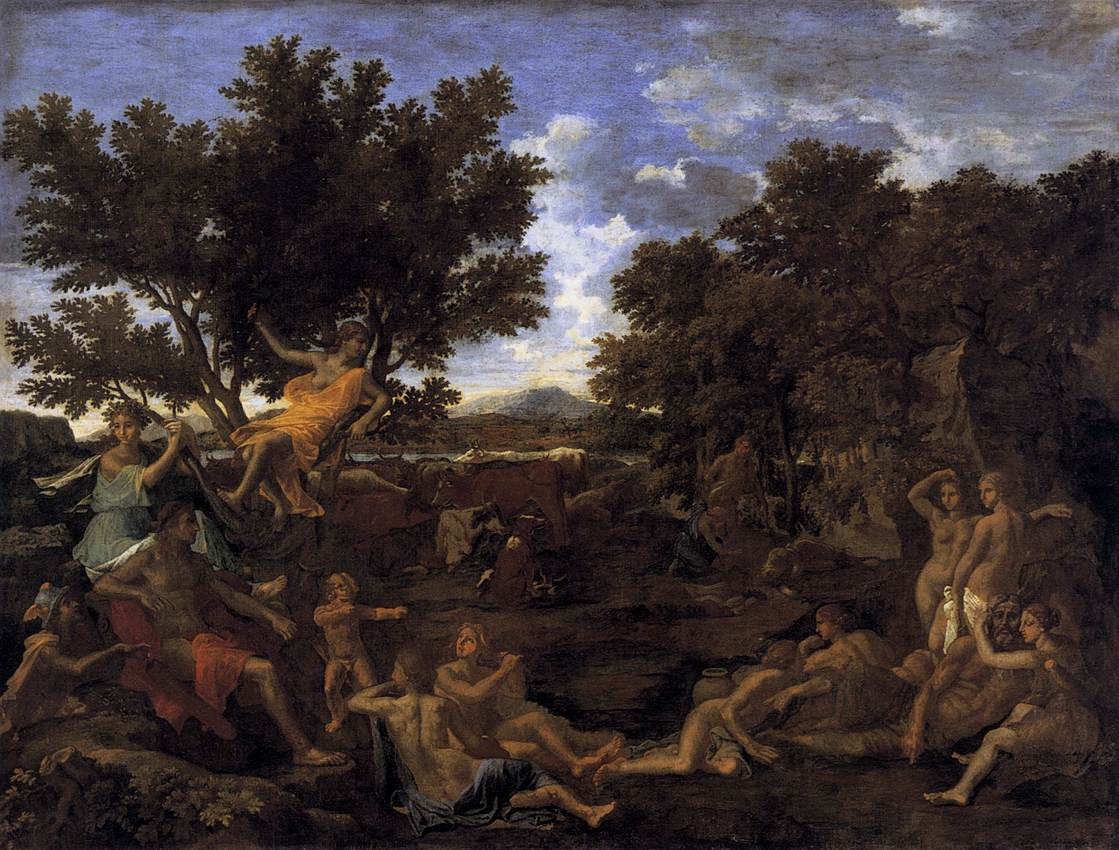
ニコラ・プッサン『アポロンとダフネ』（1664年）ルーブル美術館所蔵
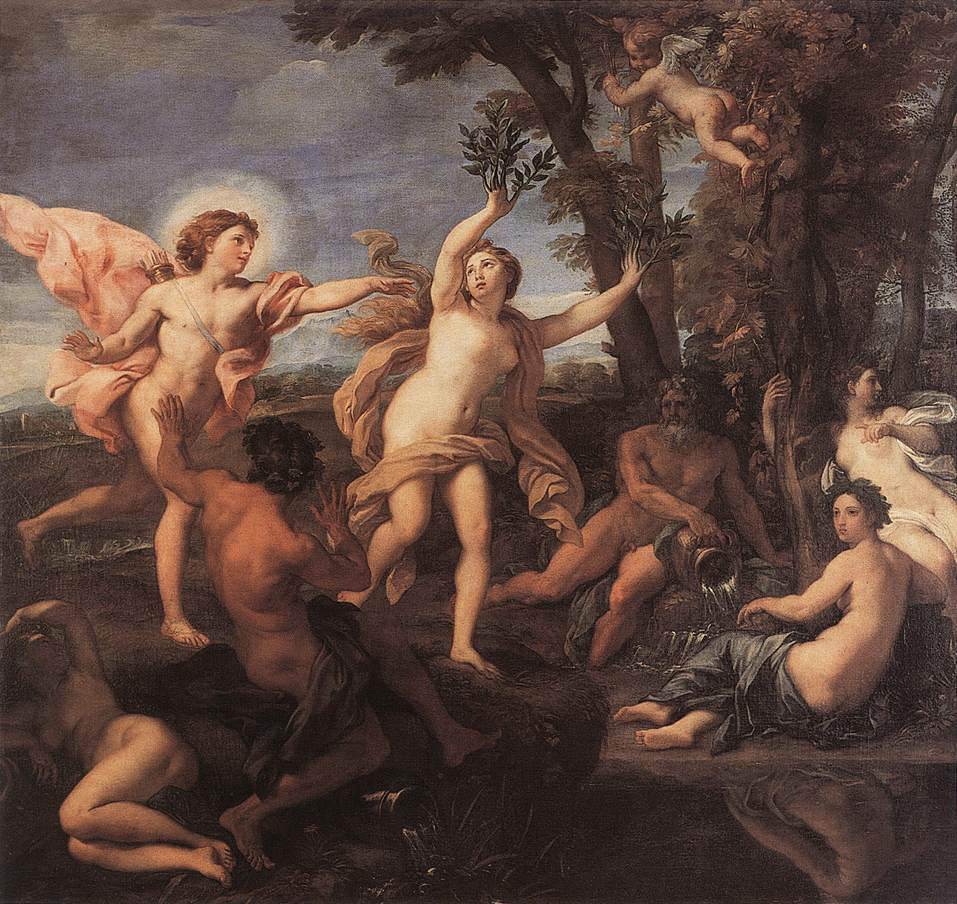
カルロ・マラッタ『ダフネを追いかけるアポロン』（1681年）ベルギー王立美術館所蔵
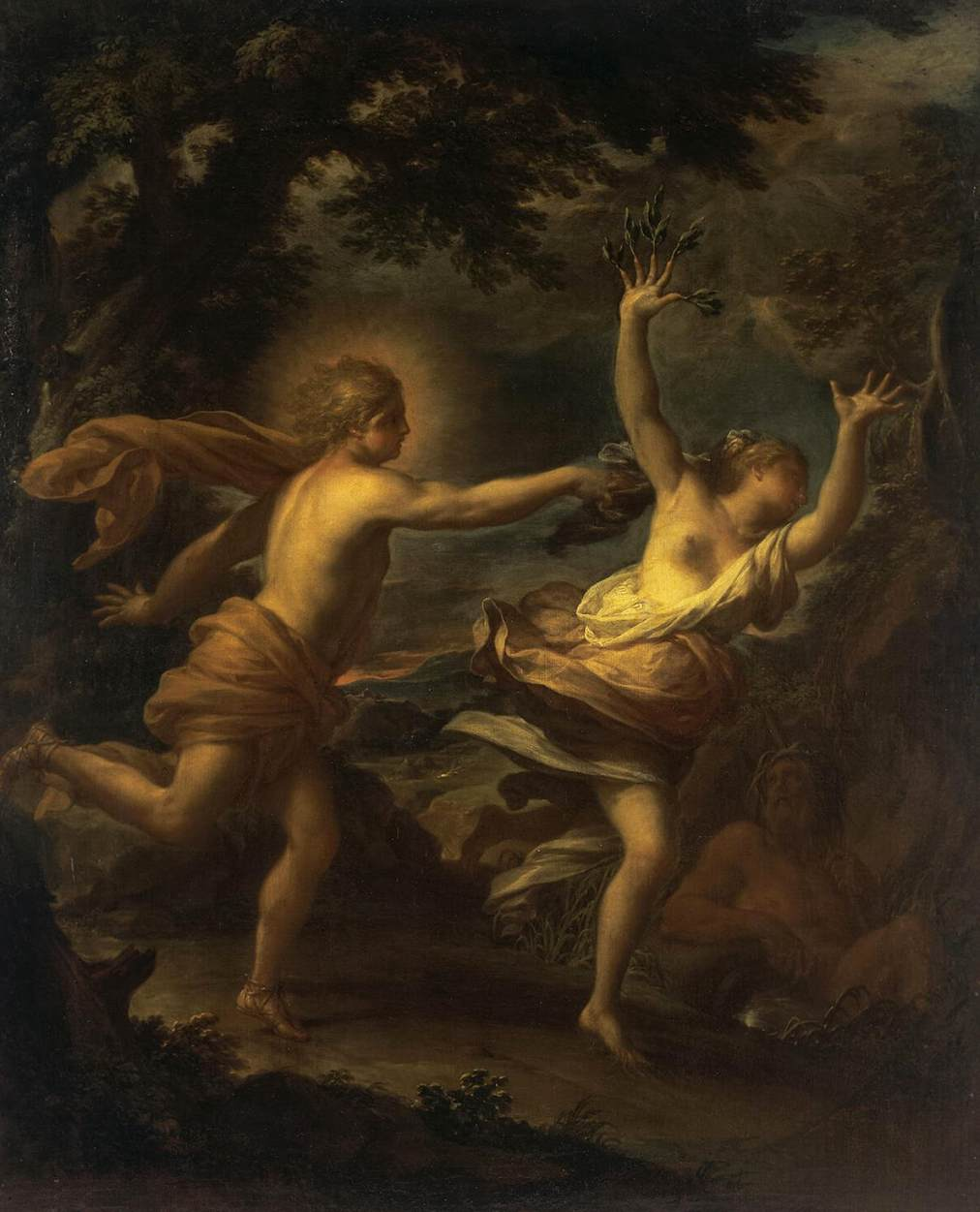
フランチェスコ・トレヴィザーニ『アポロンとダフネ』（17世紀）エルミタージュ美術館所蔵
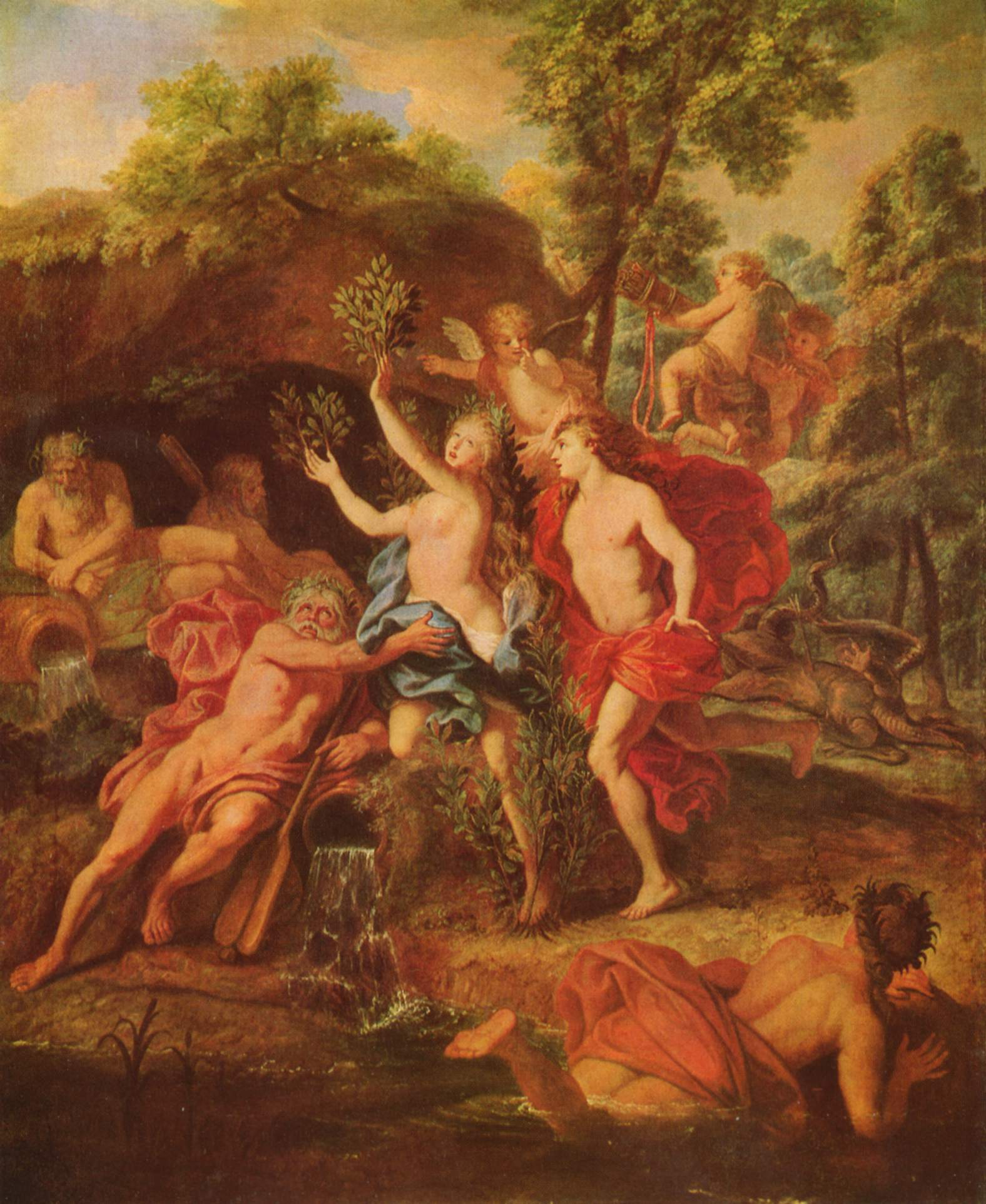
ジャン＝バティスト・ヴァン・ルー（1720年-1737年）ブダペスト国立西洋美術館所蔵
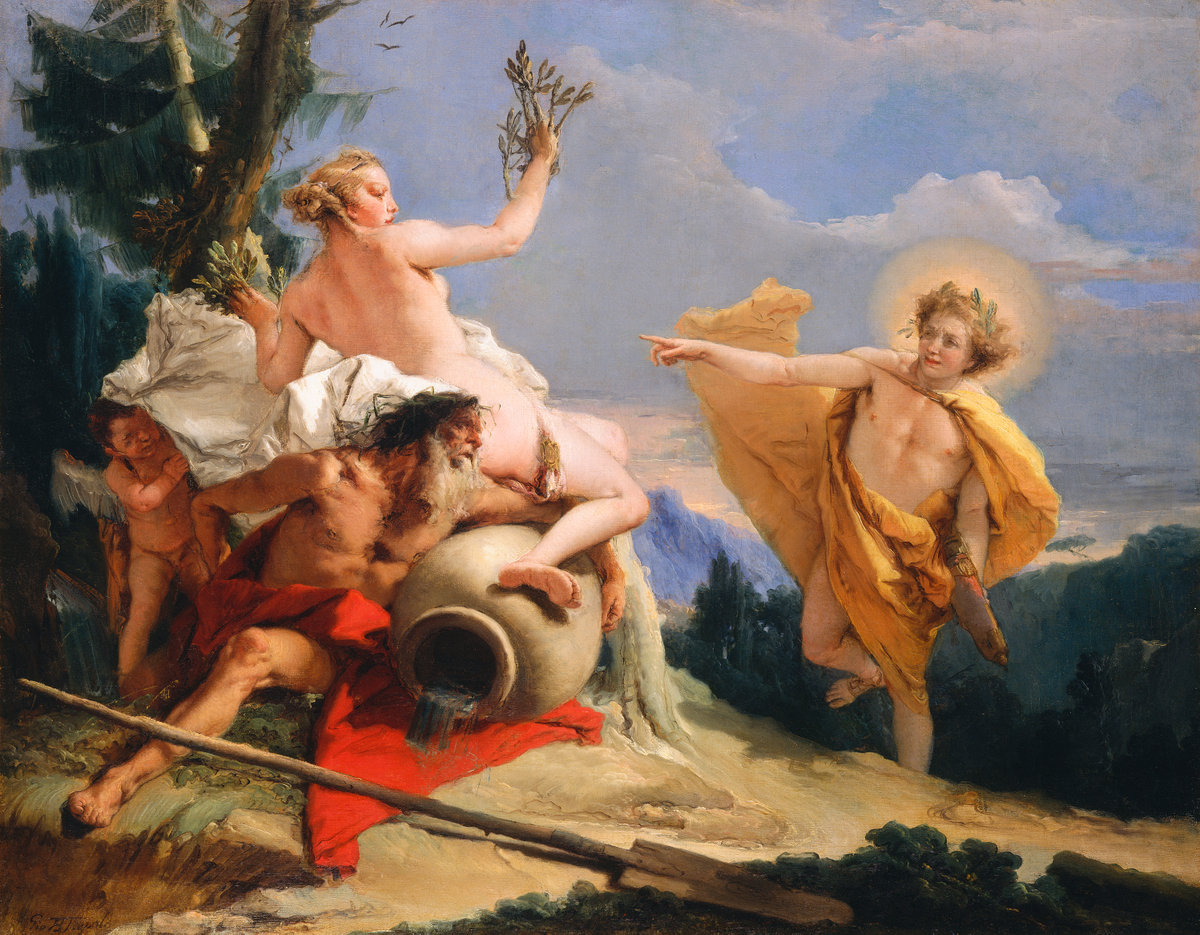
ジョヴァンニ・バッティスタ・ティエポロ『ダフネを追いかけるアポロン』（1755年-1760年頃）ナショナル・ギャラリー・オブ・アート所蔵
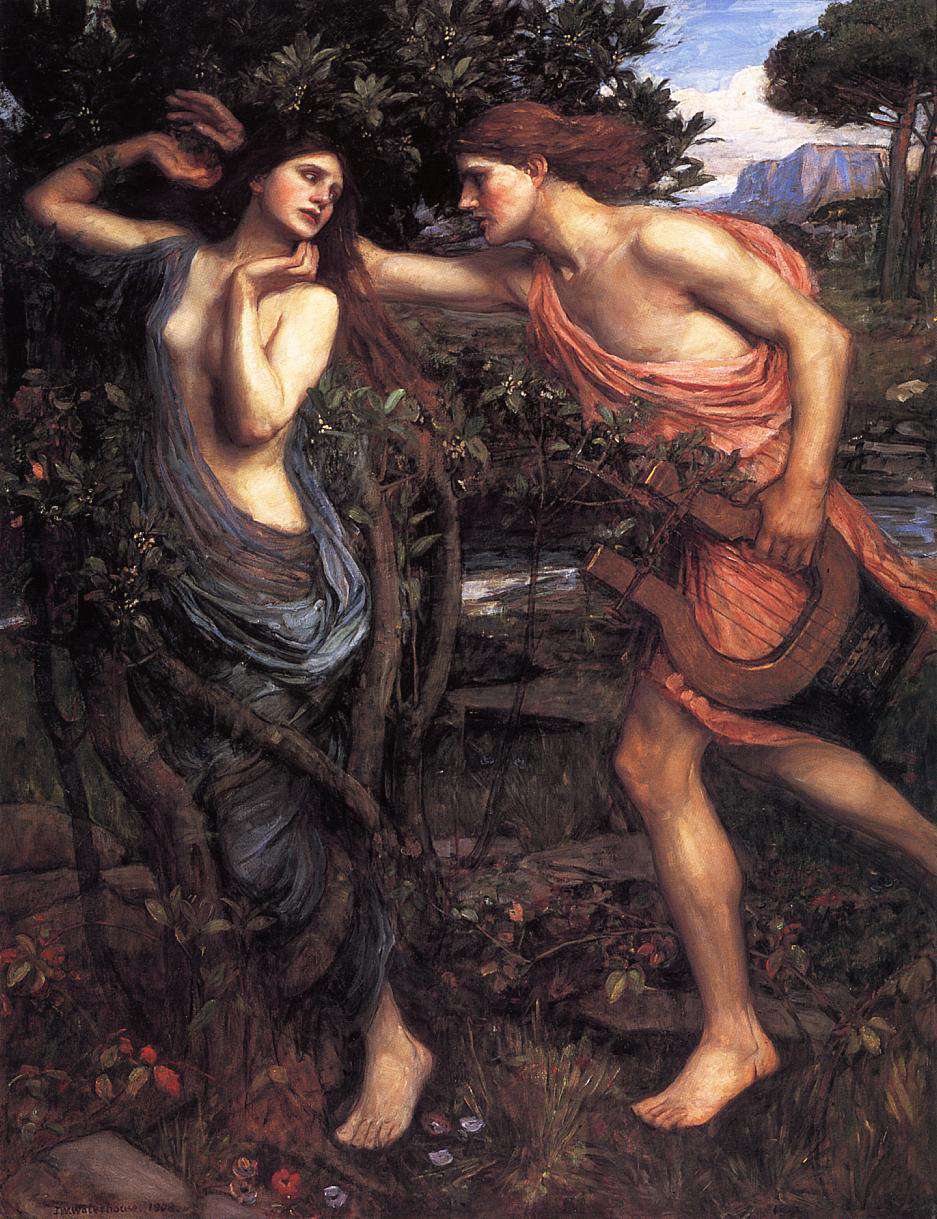
ジョン・ウィリアム・ウォーターハウス『アポロンとダフネ』（1908年）個人蔵

## その他のダプネ―
- テーバイの予言者テイレシアースの娘で、予言の才能に恵まれていた。テーバイがエピゴノイとの戦いに敗れた後、エピゴノイによってデルポイに送られ、アポローンの巫女となった[11]。